# Grand Prix automobile de France 2002
GP précédent GP suivant
Le Grand Prix automobile de France 2002 (Mobil 1 Grand Prix de France 2002), disputé sur le circuit de Nevers Magny-Cours à 12 km au sud de Nevers le 21 juillet 2002, est la 691e épreuve du championnat du monde de Formule 1 courue depuis 1950 et la onzième manche du championnat 2002.

## Classement

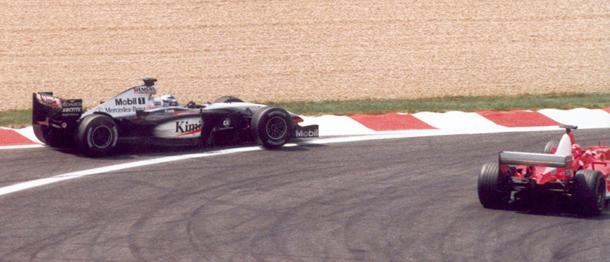
Le dépassement de Schumacher sur Raïkkönen qui s'adjuge la victoire.

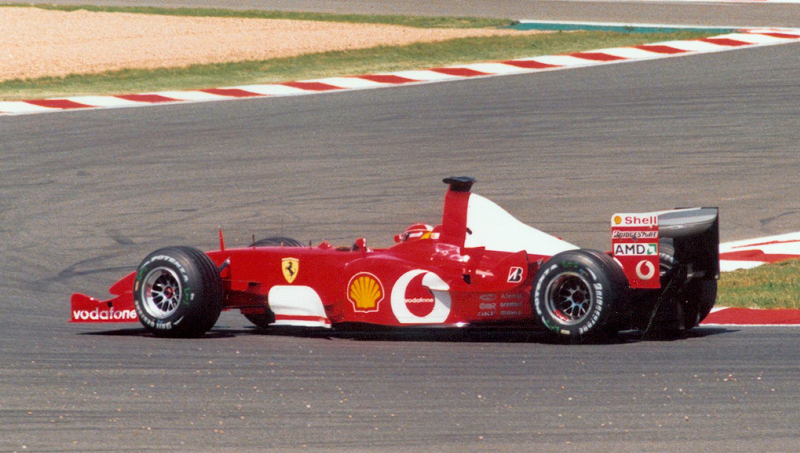
Michael Schumacher, vainqueur du Grand Prix.

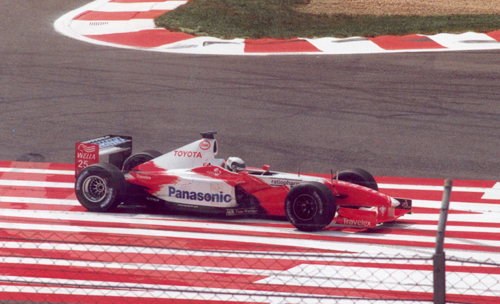
Alan McNish sur Toyota au Grand Prix de France 2002.

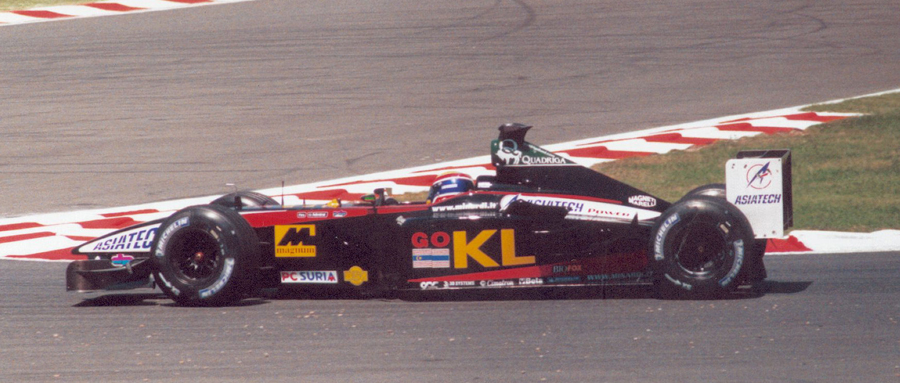
Mark Webber sur Minardi au Grand Prix de France 2002.

| Pos  | N° | Pilote                | Écurie           | Tours | Temps/Abandon                      | Grille | Points |
| ---- | -- | --------------------- | ---------------- | ----- | ---------------------------------- | ------ | ------ |
| 1    | 1  | Michael Schumacher    | Ferrari          | 72    | 1 h 32 min 09 s 837 (199,257 km/h) | 2      | 10     |
| 2    | 4  | Kimi Räikkönen        | McLaren-Mercedes | 72    | + 1 s 104                          | 4      | 6      |
| 3    | 3  | David Coulthard       | McLaren-Mercedes | 72    | + 31 s 975                         | 6      | 4      |
| 4    | 6  | Juan Pablo Montoya    | Williams-BMW     | 72    | + 40 s 675                         | 1      | 3      |
| 5    | 5  | Ralf Schumacher       | Williams-BMW     | 72    | + 41 s 772                         | 5      | 2      |
| 6    | 15 | Jenson Button         | Renault          | 71    | + 1 tour                           | 7      | 1      |
| 7    | 7  | Nick Heidfeld         | Sauber-Petronas  | 71    | + 1 tour                           | 10     |        |
| 8    | 23 | Mark Webber           | Minardi-Asiatech | 71    | + 1 tour                           | 18     |        |
| 9    | 17 | Pedro de la Rosa      | Jaguar-Cosworth  | 70    | + 2 tours                          | 15     |        |
| 10   | 22 | Alex Yoong            | Minardi-Asiatech | 68    | + 4 tours                          | 19     |        |
| 11   | 25 | Allan McNish          | Toyota           | 65    | Moteur                             | 17     |        |
| Abd. | 16 | Eddie Irvine          | Jaguar-Cosworth  | 52    | Aileron arrière                    | 9      |        |
| Abd. | 14 | Jarno Trulli          | Renault          | 49    | Moteur                             | 8      |        |
| Abd. | 8  | Felipe Massa          | Sauber-Petronas  | 48    | Problème mécanique                 | 12     |        |
| Abd. | 24 | Mika Salo             | Toyota           | 48    | Moteur                             | 16     |        |
| Abd. | 11 | Jacques Villeneuve    | BAR-Honda        | 35    | Moteur                             | 13     |        |
| Abd. | 12 | Olivier Panis         | BAR-Honda        | 29    | Accident                           | 11     |        |
| Abd. | 10 | Takuma Satō           | Jordan-Honda     | 23    | Sortie de piste                    | 14     |        |
| Abd. | 2  | Rubens Barrichello    | Ferrari          | 0     | Allumage                           | 3      |        |
| Nq.  | 20 | Heinz-Harald Frentzen | Arrows-Cosworth  |       | Non qualifié                       |        |        |
| Nq.  | 21 | Enrique Bernoldi      | Arrows-Cosworth  |       | Non qualifié                       |        |        |
| Np.  | 9  | Giancarlo Fisichella  | Jordan-Honda     |       | Blessure                           |        |        |

## Pole position et record du tour
- Pole position : Juan Pablo Montoya en 1 min 11 s 985
- Tour le plus rapide : David Coulthard en 1 min 15 s 045 au 62e tour.

## Tours en tête
- Juan Pablo Montoya : 30 (1-23 / 36-42)
- Michael Schumacher : 14 (24-25 / 29-35 / 68-72)
- Kimi Räikkönen : 21 (26 / 43-49 / 55-67)
- David Coulthard : 7 (27-28 / 50-54)

## Statistiques
- 61e victoire pour Michael Schumacher.
- 153e victoire pour Ferrari en tant que constructeur.
- 153e victoire pour Ferrari en tant que motoriste.
- Giancarlo Fisichella accidenté lors d'une session d'entraînement le samedi, se voit déconseiller par les médecins de prendre part à la course. Jusqu'à la dernière minute, l'équipe Jordan tentera de le remplacer par Heinz-Harald Frentzen mais ne put aboutir.
- Michael Schumacher remporte son cinquième titre de champion du monde, égalant le record de l'Argentin Juan Manuel Fangio presque cinquante ans plus tôt, alors qu'il reste encore six épreuves à courir. C'est la première fois qu'un titre de champion du monde est remporté aussi tôt dans une saison.
- David Coulthard passe le cap des 4 000 km en tête d'un Grand Prix (4 012 km).